# Visesio Moeliku
Visesio Moeliku (nascut el 1922) va ser rei de Sigave (en futunià Tu'i Sigave), un dels regnes de l'illa de Futuna, a la col·lectivitat d'ultramar francesa de Wallis i Futuna. Fou coronat el 10 de març de 2004 i rebut al palau de l'Elisi pel president de França Jacques Chirac, juntament amb el rei d'Alo, el 17 de març de 2006. Es va dimitir del seu càrrec a l'agost de 2009.

## Enllaç externe
- "Entretien de M. Jacques Chirac, président de la République avec les deux rois de Futuna, Soane-Patita Maituku et Visesio Moeliku."[Enllaç no actiu], web de la presidència de la República francesa.

| Precedit per: Pasilio Keletaona | Tu'i Sigave 2004 - 2009 | Succeït per: - |